# اغتراب روحي

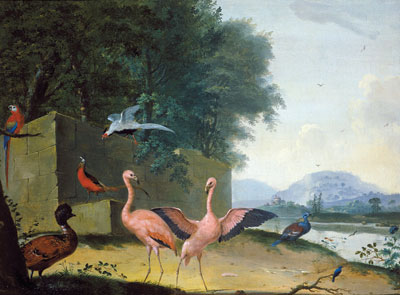
صورة مستعارة من الإغراب.

الإغراب أو الإغرابية أو الغرابة[بحاجة لمصدر] أو الاغتراب الرُّوحيَ[بحاجة لمصدر] لفظ يستعمل في مجال الفنون والأدب، ويدل على العنصر الأجنبي الغريب. إضافة لهذا ارتبط استعماله في النزعة الرومانسية أو ما يرتبط بها، لتصوير ردة الفعل الناشئة عن الاتصال أو التفاعل مع بلاد أجنبية وفكرها، حيث يظهر الفضول والميل والانجذاب تجاه ما هو غير مألوفٍ وغريبٍ عن البلد الأصلي.

## معنى المصطلح
الغرابة (من كلمة "غريب") هي الأسلوب أو السمات التي تُعتبر سمةً مميزةً لبلدٍ أجنبيٍّ بعيدٍ. في الفن والتصميم، تُعرف هذه الظاهرة بتوجهٍ يُفتن فيه المبدعون بأفكارٍ وأساليبٍ من مناطقَ بعيدةٍ ويستلهمون منها. غالبًا ما ينطوي هذا على إحاطة الثقافات الأجنبية بالغموض والخيال، وهو أمرٌ يعود إلى ثقافة مَن يُمارس الغرابة أكثر من تأثره بالثقافات الغريبة نفسها: تُسمى عمليةُ التنميط والتنميط هذه "الغرائبية".
في السياق الاستعماري، تُعرّف هذه الظاهرة بأنها إضفاء طابعٍ رومانسيٍّ أو تقديسٍ على الآخر العرقي أو العنصري أو الثقافي بطريقةٍ مُتعاليةٍ أو قمعيةٍ، حيث تُميّز المجموعة بالاختلاف.

## تاريخ المصطلح العالمي
كلمة (بالفرنسية: Exotisme) مشتقة من الكلمة اليونانية "exo" التي تعني "خارج"، وتعني حرفيًا "من الخارج". صيغت هذه الكلمة خلال عصر الاكتشافات الأوروبية، عندما بدا أن "الخارج" يتسع يومًا بعد يومٍ، مع إبحار السفن الغربية حول العالم وإرسائها مراسيها في قاراتٍ أخرى. أول تعريفٍ لكلمة "غريبٍ" في معظم القواميس الحديثة هو "أجنبيٌ"، ولكن في حين أن كل ما هو غريبٌ هو أجنبيٌ، فليس كل ما هو أجنبيٍ هو غريبٍ. وبما أنه لا يوجد خارج دون باطن، فإن الغريب لا يصبح غريبًا إلا عند استيراده - أي جلبه من الخارج إلى الداخل. منذ أوائل القرن السابع عشر، دلّت كلمة "غريبٍ" على الغرابة الجذابة - أو كما يصفها أحد القواميس الحديثة، "سحر ما هو غير مألوفٍ".
بدأ الاهتمام بالفن غير الغربي (وخاصة الشرقي، أي فن الشرق الأوسط أو الآسيوي) من قِبل الأوروبيين، والذي حفّزته التجارة الشرقية في القرنين السادس عشر والسابع عشر، ازداد رواجًا مع صعود الاستعمار الأوروبي.
يمكن ملاحظة تأثيرات الغرابة في العديد من الأنواع الفنية لتلك الفترة، لا سيما في الموسيقى والرسم والفنون الزخرفية. في الموسيقى، الغرابة هي نوعٌ موسيقيٌ صُممت فيه الأنماط أو النوتات الموسيقية أو الآلات الموسيقية لتشعر الجمهور وكأنه في أماكن غريبةٍ أو عصورٍ قديمةٍ (مثل "دافنيس وكلوي وتزيغان"لرافيل، أو "سيرينكس" لديبوسي، أو "كابريتشيو إسبانيول" لريمسكي كورساكوف). وكما هو الحال مع الموضوعات الاستشراقية في لوحات القرن التاسع عشر، ارتبطت الغرابة في الفنون الزخرفية والديكور الداخلي بخيالات الثراء والترف.
الغرابة، بتعريفٍ ما، هي "سحر ما هو غير مألوفٍ". يُعرّف الباحث ألدن جونز الغرابة في الفن والأدب بأنها تمثيل ثقافةٍ ما لاستهلاك ثقافةٍ أخرى. يكشف فيكتور سيغالين في كتابه المهم "مقالةٌ عن الغرابة" أن الغرابة وليدة عصر الإمبريالية، إذ تتمتع بقيمةٍ جماليةٍ ووجوديةٍ، وتستخدمها للكشف عن "اختلافٍ" ثقافيٍ ذي دلالةٍ. يُعد الفنان والكاتب بول غوغان من أبرز الغرائبيين النموذجيين، حيث استهدفت أعماله التصويرية لشعب تاهيتي ومناظرها الطبيعية الجمهور الفرنسي. ورغم ارتباط الغرابة ارتباطًا وثيقًا بالاستشراق، إلا أنها ليست حركةً مرتبطةً بالضرورة بفترةٍ زمنيةٍ أو ثقافةٍ محددةٍ. قد تتخذ الغرابة أشكالًا مثل البدائية، أو المركزية العرقية، أو الإنسانية.
جان أوغست دومينيك إنجرس (1780-1867) رسامًا فرنسيًا ينتمي إلى المدرسة الكلاسيكية الجديدة. أدى إحياء الفن اليوناني والروماني القديم إلى التخلي عن التركيز الأكاديمي على الطبيعية، ودمج مثاليةٍ لم تُرَ منذ عصر النهضة. ومع تقدم الكلاسيكية، اكتشف إنجرس مثاليةً وغرابةً جديدتين في أعماله. أُنجزت لوحة "الجارية الكبرى"، التي أُنجزت عام 1814م، تعبيرًا عن هذا المفهوم.
بعد نشر كتاب إدوارد سعيد "الاستشراق"، على وجه الخصوص، أصبح مصطلح "الغرابة" مصطلحًا رئيسيًا في التقييمات السياسية للقاء بين أوروبا وأمريكا والعالم غير الغربي، وبشكلٍ أعمٍ، أي مركزٍ ومحيطٍ. كما تشير الدراسات الأنثروبولوجية الحديثة، فقد طُبِّقت مصطلحات مثل الاستشراق والغرابة أحيانًا بشكلٍ تبسيطيٍ لمجرد مساواة الاهتمام بالآخر بنسب الصفات السلبية إليه. قد تشير دراسةٌ لمجال الاختلاف في سياقات، مثل العلاقة بين اليونان وألمانيا خلال سنوات أزمة الديون السيادية والمعرض الفني "دوكيومنتا14"، إلى عناصر متقلبةٍ في "الغرابة"، بما في ذلك الانبهار الممزوج بالتنازل والنفور والإعجاب والأمل في الهروب من نمط حياة شمال أوروبا القمعي. وبالمثل، تُعدّ السياحة والعلاقات بين المراكز الحضرية والأطراف الريفية مجالاتٍ تتجلى فيها ديناميكيات الاختلاف، حتى وإن كانت هذه الديناميكيات، كما ذُكر سابقًا، تنطوي على تناقض لدى المشاهدين، بالإضافة إلى مشاركة الممثلين في إعادة إنتاج الصور النمطية لممثلي الآخرين، وفي بعض الأحيان معارضتها.